# Peter Pearson
Sir Peter Pearson (1954) è un militare britannico, governatore dei Military Knights of Windsor dal 2012.

## Biografia
Nato nel 1954, Peter Pearson ottenne il diploma di ufficiale l'8 novembre 1975 come secondo tenente dopo aver frequentato la Reale accademia militare di Sandhurst. Venne trasferito al 10th Princess Mary's Own Gurkha Rifles il 29 maggio 1976 e con questo si trasferì ad Hong Kong. Venne promosso tenente l'8 novembre 1977. Divenne attaché degli Argyll and Sutherland Highlanders nel 1977 e nel 1978, coi quali prestò servizio nella Germania Occidentale e nell'Irlanda del Nord. Tornò al 10th Princess Mary's Own Gurkha Rifles nel 1979 e prestò servizio come Intelligence Officer durante il viaggio nel Brunei. Tornò in patria nel 1980 come istruttore della Scuola di Fanteria di Warminster.
Promosso al rango di capitano l'8 maggio 1982, e poi a quello di maggiore il 30 settembre 1986, ed infine a quello di tenente colonnello il 30 giugno 1991. Venne nominato ufficiale comandante del 10th Gurkha Rifles nel maggio del 1993 e, quando tale reggimento venne unito ad altri, divenne comandante del 3º battaglione dei The Royal Gurkha Rifles dal luglio del 1994 sino al dicembre del 1995. Venne promosso colonnello il 31 dicembre 1995. Frequentò quindi il corso ufficiali e staff allo Staff College di Camberley. Divenne Assistente Capo dello Staff (Land) al Permanent Joint Headquarters di Northwood nell'aprile del 1996. Venne promosso brigadiere generale il 31 dicembre 1997 e venne nominato comandante della 19th Mechanized Brigade. Con questo ruolo venne impiegato in Bosnia e poi in Kosovo.
Nominato Capo dello Staff nel settembre del 2001, nel luglio 2002 venne promosso maggiore generale ed incaricato delle operazioni in Bosnia prima di ottenere il comando delle forze britanniche a Cipro nel settembre del 2003, ricoprendo anche l'incarico di amministratore delle basi aeree di Akrotiri e Dhekelia. Il suo ultimo incarico fu quello di comandante della Reale accademia militare di Sandhurst nel 2006 e di vicecomandante del comando alleato a Napoli nel 2007 prima di ritirarsi definitivamente dal servizio attivo nel marzo del 2010.
Durante gli anni della pensione, Pearson è divenuto Executive Director della The British Schools Exploring Society dal marzo del 2010. È succeduto al tenente generale Sir Cedric Delves come Luogotenente della Torre di Londra il 4 maggio 2010. Nel 2012 Pearson è diventato governatore dei Military Knights of Windsor.